# معركة الجرف
معركة الجرف هي معركة نشبت بين جيش التحرير الوطني والجيش الفرنسي بتاريخ 22 سبتمبر عام 1955 بمنطقة الأوراس غرب مدينة تبسة.

## اليوم الأول من المعركة
في فجر يوم 22 سبتمبر علم 1955 نشبت المعركة من طرف القوات قوات الجيش الفرنسي ضد وحدات جيش التحرير المتواجدة بقلعة الجرف وبدأت بقصف مدفعي كتمهيد لتقديم وحدايها، اثرها حاولت القوات الفرنسية على جبهات ثلاث (شرقية وشمالية وجنوبية) وأقتربت كتيبة دبابات يتبعها فيلق مشاه من اللفيف الاجنبي باتجاه المدخل الشمالي لمدخل الجرف.
وباقترابها من المدخل نفدت الخطة من طرف المجاهدين حيث تم احراق الدبابتين الاماميتين وعطب أربعة أخرين، وكان الالتحام بالقوات الاستعمارية عن كثب بحيث لم ينج من فيلق المشاة الا قليل.
وفي الجولة الأولى للمدخل، تقهقرت قوات الاستعمار خائبة وغنم المجاهدون كميات هائلة من الأسلحة الاتوماتيكية التي بقيت منتشرة بجانب الجثث المرمية بعضها فوق بعض، كما صدت القوات الاستعمارية من الجنوب والشمال خائبة وغنم المجاهدون كميات أخرى من الأسلحة الاتوماتيكية الخفية، وتم عطب 18 واحراق البعض منها بالجبهة الشمالية.
تقهقرت القوات الاستعمارية في هده الجولة، وفي تلك اللحظات الحاسمة قدمت اسراب من الطيران المقاتل مركزه قصفها على موقع الجرف بحيث ان المشاهد من الناحية الشرقية بالدرمون أو بناحية السطح يرى بعينيه المجردة كومة من الدخان تعلو السماء.
وتواصل القصف المكثف حوالي نصف ساعة حاولت القوات الاستعمارية التقدم على الجبهات الثلاثة فاستدرجت في تقدمها تبعا للخطة الثورية المتعبة، فنشبت المعركة على أشدها بين – جانبين- لمدة ثلاث ساعات متتالية أجبرت القوات الاستعمارية على التقهقر، فضربت من الخلف على الجبهات الثلاثة، سادها ارتباك وذعر مخيف، حاولت التخلص من الهجومات الخلفية بتدخل سلاح المدفعية، لكنها لم تنجح الآن وحدات المجاهدين اقتربت من عساكر الفرنسيين، نظرا لعدم جدوى القصف المدفعي، وتواصلت المعركة بين الجانبين للمرة الثانية في اليوم الأول وحاولت القوات الاستعمارية نجدة قواتها فاصطدمت بقوات المجاهدين المحاصرين للعدو، كما حاولت القوات الاستعمارية عن طريق النجدات الملحقة فأصبحت المعركة بين جبهات متعددة جبهة المجاهدين بموقع الجرف، هجوم استعماري مقابل تطويق من وحدات من المجاهدين ضد القوات الاستعمارية المشبكة مع الجبهة الأولى اشتباك ثاني لصد نجدات
العدو الملحقة.
خيم الظلام الدامس اثر تقدم وحدات المجاهدين كتغيرات الأحكام.الحصار على القوات الاستعمارية، في جوف هده الليلة المباركة تم القضاء على القوات الاستعمارية المحاصرة بتمامها كما تم غنم أسلحة أوتوماتيكية ذات بال، وغنم كميات هائلة من الذخيرة ومدفعين (بازوكا) وجهاز إرسال و
استقبال لاسلكي.

## اليوم الثاني من المعركة
في الصباح الباكر بدأت القوات الاستعمارية بالقصف طويل المدى بطاريات بناحية الدرمون شرقا والبطاريات الثانية بالسطح غربا، ومجموعة البطاريات رقم ثلاثة تمركزت شرق راس العش، وباثر انتهاء القصف طويل المدى ابتدات مدفعية الهاون القصف كطريقة لستر تقدم الوحدات و
اقترابها من مرابطي القلعة (المجاهدون) اشتعلت النيران على أشدها وتواصلت اليوم كله بحيث نجدات العدو متلاحقة الواحدة تلوى الأخرى
بالرغم من امتدادات العدو لم تستطع الاقتراب من موقع الجرف (مقر الإدارة)، في مساء اليوم قدمت نجدات من المجاهدين الأشاوس الذين يدفعهم قوة الايمان بقضيتهم، وفك الحصار عن اخوانهم، فاشتعلت النيران بين الطرفين من جديد فوجدت القوات الاستعمارية نفسها محاصرة من الطرفين
حاولت التخلص فلم تفلح، وفشلت خطة هجوم الاستعمار الفرنسي لليوم الثاني ولم يخرج من قوات الاستعمار الا القليل جدا فارا بنفسه بدون سلاح.
اظرت القوات الاستعمارية إلى تجديد القصف بالمدفعية ليلا، نتيجة ياسها من قواتها مستلهمة المقولة اليهودية.
حينما فشلت في الخطة لليم الموالي طبقت القول اليهودي – علينا وعليكم يا رب -.
تقرير عن صدى المعركة لليوم الأول والثاني أدى به الجنرال * بوفر* قائد
الفرقة الثانية للمشاة المتحركة، واصفا قلغة الجرف تجابه قواتنا اعنف عمليات هجومية تصدت لها عمليات التمشيط والتطهير الواسعة المتجهة
ضد اوراس النمامشة والشمال القسنطيني اعترضتها صخرة صلداء تمثللت في قلعة الجرف الواقع بجبال اوراس النمامشة، جبل قاحل مجدب وكنود، والمرابطون به اشداء كالصخور التي لا تتفتت إلى حد الات الظلمة الشديدة قد خيمت وان التعليمات كشف الاستطلاع الجوي ان منطقة
العملتات توسعت واتسعت بعكس ما كان مقرر لدينا في تقدير الموقف المتبع مما يعرض قواتنا إلى صعوبات جمة.

## اليوم الثالث من المعركة
في فجر مبكر حاولت القوات الاستعمارية التقدم على جبهات ثلاثة تحت ستر مظلة مدفعية وهاونات في آن واحد بأثر بزوغ الشمس اقتربت قوات العدو من مواقع الجرف اشتعلت النيران بين الطرفين على أشدها لمدة أربعة ساعات والنيران ملتهبة بين الجانبين لم تستطع التقدم واضطرت إلى
التقهقر خلف منطقة العمليات بقليل وابتدأ القصف الجوي بواسطة أسراب من الطائرات المعززة سرب وراء سرب، والسرب يحتوي على 12 طائرة
مقنبلة وابتدأت بقصف مكثف على موقع الجرف في الجبهة الجنوبية لمنطقة المعارك ثم إسقاط طائرة استطلاعية من طرف المجاهدين انتقل القصف للسلاح الجوي واسقطوا طائرتين مقاتلتين بمنطقة العمليات، تغير الموقف بأثر سقوط الطائرات الثلاثة، والتحقت نجدات جوية مكثفة غطت كامل منطقة العمليات المتربعة على أكثر من أربعين كلم مربع (40كلم²).
ابتعد سلاح الجو عن موقع الجرف في اتجاه تركيز قنبلته، على سلسلة وادي مسحالة ووادي هلال، البياضة، جبل العلق، الجديدة وتدخل سلاح المدفعية والهاونات مركز قصفه على موقع الجرف كخطة تمهيدية وستر تقدم قوات العدو باثر اقترابها من مرابطي الجرف اشتعلت النيران على اشدها لمدة أكثر من ساعتين متتاليتين اجبرت القوات الاستعمارية على التقهقر منكسرة تاركة في الجبهة الشرقية دبابتين تشتعلان نارا، وثلاثة مصفحات تشتعل نارا أيضا، منها عربة القيادة التي فر منها قائد العمليات
تحت وابل من النيران المجاهدين وعلى بعد من عربته بحوالي 80 متر تم
إسقاطه، وشوهد أخده بقوة وبسرعة بين أيدي قوات اللفيف الأجنبي، فارين به إلى منطقة تجمعاتهم بناحية الدر مون الموقع المقابل لقلعة الجرف
فشلت القوات الاستعمارية في تقدمها وفي قصفها الجوي وقصفها بالمدفعية طويلة المدى والهاونات وسجل انهزامها للمرة الثالثة في المعارك.
خسائر العدو لليوم الثالث:
ثلاثة طائرات (اثنان قتالية وواحدة استطلاعية) دبابتين، وثلاثة مزمجرات، وغنم كميات هائلة من الأسلحة الخفيفة الاتوماتيكية وكميات معتبرة من الخراطيش التي نزعت من فوق العساكر الجثث الهامدة المنتشرة في ساحة المعركة.

## اليوم الرابع من المعركة
القوات الاستعمارية حاولت التقدم تحت مظلة المدفعية والهاونات في الصباح الباكر على الجبهات الثلاثة باثر اقترابها من مواقع الجرف اصطدمت بوحدات من المجاهدين المتقدمة التي تم توزيعها وأخدها لإمكانها ليلا وبدلك وقعت القوات الاستعمارية في فخ لم تكن تتوقعه وضربت في الجهات الثلاثة ضربا جد قاسية مخلفة المئات من القتلى والجرحى كجثث متناثرة في ساحة المعركة.
القيادة الاستعمارية أصيبت بذهول وقربت على إفلات زمام الامور من يدها، سادها الارتباك المتمثل في الكر والفخر لوحدلت المجاهدين الملحقة في اللحظات الحاسمة، تدخلت المدفعية، مدفعية العدو بقصف مكثف على منطقة العمليات، وخارج منطقة العمليات.
تدخل سلاح الجو على الجبهة الجنوبية موسعا قصفه إلى حليق الديب، مساحلة، وادي هلال ام الكما كم، مركزا قصفه على منطقة جبل البطنة الواقع غرب وادي هلال وأعالي جبل ام الراجمة والبياضة، لان استطلاع العدو كشف تحرك وحدات المجاهدين مناك في اتجاه تنفيذ الخطة تبعا لتقدير الموقف، موقف قيادة المجاهدين، أثناء تقدم قوات العدو المكثفة تجاه قلعة الجرف فاصطدمت بمرابطي القلعة، وأجبرت على التوقف والتقهقر،
منكسرة تاركة جثثا هامدة بمشارف قلعة الجرف ملقية على الأرض، و
بجانب الجثث أسلحتها ومعداتها الذاتية، بحيث صعب على القوات الفرنسية الاقتراب من جثثها كحقيقة معاشة شاهدها المرابطون وتأكد لديهم
بان صمودهم وقوة إيمانهم بالنصر المرتقب، هو سر نجاحهم في المعركة.
شاهد المراقبون من المجاهدين المكلفون بالاتصال والأخبار ارتباكا شديدا في صفوف تجمعات القوات الاستعمارية في مناطق تجمعاتها.
كما تم توزيع وحدات المجاهدين ليلا واخدهم لمواقعهم استعدادا لليوم الخامس للمعركة، ثم إرسال دوريات انتحارية لكشف مدى قوة العدو في
مراكز تجمعاته المنتشرة على الجبهات الأربعة المحيطة بمنطقة الجرف، والاتصال بوحدات المجاهدين في الخلف بقمم جبال العلق، الجديدة، الاتصال بالدوريات لتامين الخطوط بخناق الأكحل، وجبال كميل (أريس) لطلب نجدات المجاهدين وتأهبها لتنفيذ الخطة المتفق عليها حسب تقديم الموقف كل دلك، التحقت معلومات عن طريق الدوريات العائدة من مهمتها أن قوات استعمارية جد كبيرة قدمت من باتنة وتلاغمة، سطيف، بريكة، بوسعادة وبسكرة، تمركزت على طول الخط الفصل بين جبال أوراس و
جبال النمامشة كحصار على طول خط وادي عبدي ووادي العرب هدفا منها قطع الاتصال بين وحدات المجاهدين.

## اليوم الخامس من المعركة
في صباح الباكر قامت القوات الاستعمارية بقصف مدفعي مركز على منطقة الجرف وقمم الجبال المجاورة على فترات ثلاثة متتالية تتبعها قصف جوي شامل غطى كامل منطقة العمليات والمناطق المجاورة لها، بحيث القصف الجوي غطى مايربو على 40 كلم2 التزم المجاهدون أماكنهم في صمت مخيف حوالي العاشرة صباحا، حاولت القوات التقدم من الجبهات الثلاثة، واحدثت جبهة رابعة من الناحية الغربية، منطقة تجمعاتها بالسطح.
اقتربت القوات الاستعمارية من مرابطي المعركة الصامدون في عرائنهم، المعتصمون بالله وحده، المؤمنون بعدالة قضيتهم الراغبون في الاستشهاد بدافع حب الجهاد في سبيل الله وتخليها لقضيتهم من براثن الاستعمار
المتغطرس البغيض الدي تجرد من كل الأخلاقيات، فبقوه هدا الإيمان سددت طلقات المجاهدون في صدور وجماجم الأعداء.
تقهقر العدو على التقدم تاركا وراءه جثثا مرمية هنا وهناك، وكلابه المرافقة الافراد الجند، ظل سبيلها وارتفع عويلها مستنكرة لما اقمحت فيه انكسرت الجبهات الاربعة في تقدمها، واجبرت على التقهقر والرجوع مواطن تجمعاتها مختلفة جثثا هامدة تعد بالمناط، والجرحى الكثيرون يئنون من جراحهن ينتظرون الموت البطئ، دون أن تستطيع القوات الاستعمارية فكهم.
سجلت هزيمة شنعاء اتجاه القوات الاستعمارية مما رفع معنويات المجاهدين.
تحمل المجاهدون استشهاد العديد من الشهداء والجرحى ثم إخلاؤهم إلى
المراكز المعدة للعلاج الأولى ودفن الشهداء.

## اليوم السادس من المعركة
في الصباح الباكر ابتدأت المعركة بالقصف المدني المركز على منطقة قلعة الجرف على فترات متلاحقة كإعطاء فرصة لتقدم وحدات العدو عبر الجبهات الأربعة توقف القصف المدفعي خلفه الهاونات كستر لمزيد من تقدم العدو المدعو بالدبابات وفيالق اللفيف الأجنبي، وكلاب التفتيش ضنا من قادة العدو انهم سيجدون جثثا من المجاهدين لكن بأثر اقترابهم من خطوط الأولى لدفاع المجاهدين فوجئوا بمظلة من النيران المتلاحقة المسددة تسديدا محكما بحيث طلقات المجاهدين لم يفلت منها صدر عدو أو جمجمته والطلقة الثانية تردي كلبه الملصق بذراعه الأيسر... حاولت القوات الاستعمارية بكل ما لها من قوة التقدم ففشلت وخابت وانكسرت في الجبهات الاربعة، واضطربت إلى الانسحاب نهائيا إلى مراكز تجمعاتها الخلفية وسكتت النيران بين الجانبين بعد الواحدة مساء.
المراقبون الاستطلاعيون سجلوا تقهقرا فضيعا سادة ارتباك في مناطق تجماتهم. نزلت طائرة استطلاعية بالقرب من مركز رأس العش تقل قيادة العدو وخبراء المعركة، دام اجتماعهم وتجمعهم مساء اليوم السادس للمعركة، حتى قرب الظن بانهزام القوات الاستعمارية وكسر ألتها.
تكبدت فرنسا في هدا اليوم خسائر في الأرواح والمعدات الحربية خسائر باهظة تعد بالمئات من القتلى والجرحى، تم التحطيم الكلي لدبابتين وقتل ما يزبد عن ال 50بغلا المعدون لحمل السلاح والذخيرة بالمواجهة الجنوبية لا زالت هياكلهم العظيمة شاهدا بمنطقة حليق الذيب. وحلاليف يمكن مشاهدتها، كما يمكن مشاهدة هياكل الطيران المقاتل والاستطلاعي و
هياكل الدبابات بمنطقة الجرف وضواحيها (حقائق التاريخ تتكلم لأجيال الحاضر والمستقبل).معانات، صمود، تجلد، صبر وصلابة يدفعها قوة الايمان بالله والوطن، وحبا للجهاد في سبيل الله كتخليصا للوطن من براثن الاستعمار الغاشم المستبد.
مآثرنا استشهاد العديد من الشهداء واصابة الكثير بجروح متفاوتة عدد.....
تم اخلائهم إلى الأماكن المعدة لذلك كما تم موارات الشهداء في جوف الليل خارج منطقة العمليات.

## اليوم السابع من المعركة
في الصباح الباكر بدا العدو كعادته بقصف المركز بالمدفعية طويلة المدى
على قلعة الجرف والمناطق المجاورة لمنطقة العمليات، وباثر القصف المدفعي طويل المدى قام سلاح الجو بقنبلة منطقة الجرف باسراب متتابعة متلاحقة.
دام القصف حوالي نصف ساعة ثم انتقل الطيران إلى منطقة سلسلة الجبل حاولت القوات الاستعمارية التقدم على الجبهات الاربعة بالمشاة العززة بقصف الهاونات كتغطية لتقدمها.
المرابطين بمنطقة العمليات تبا للخطة المتبعة ترك القوات الاستعمارية التقدم أكثر فاكثر تنفيذا للخطة الثورية لحرب العصابات اشتعلت النيران بين الجانبين مرونة حرككة المجاهدين بحكم معرفتهم لمسالك ومنعرجات التضاريس الجبلية، أصبحت القوات الاستعمارية محاصرة بوحدات المجاهدين الخلفية واشتد الخناق في المواجهات الأربعة مما سهل القضاء على القوات الاستعمارية واللحاق الخسائر الجد كبيرة بإفراد العدو، وغنم كميات معتبرة من الأسلحة الاتوماتيكية الخفيفة والرشاشات الثقيلة، بحيث لم ينجو الا القليل والقليل جدا من القوات الاستعمارية الذي أقحم بها قادة الاستعمار المتغطرس الذي كان يظن حسب مزاعمه (كمشة من الفلاقة).
الخارجون عن القانون يسهل القضاء عليهم في صبيحة اليوم الأول ويمثل بجثث البعض منهم في الشوارع الرئيسية من المدن كعادته وبذلك تكون نشوة الغطرسة الاستعمارية بفرنسا، انكسرت القوات الاستعمارية شر انكسار في الجبهات الأربعة من نجا منهم تاركا سلاحه على ميدان المعركة
مختلا في عقله ظل طريقه لمنطقة تجمعاتهم مما يمكن مرابطي قلعة الحرف من القضاء عليه.
تكبد العدو خسائر جد جسيمة في الأرواح والمعدات الحربية.
غنم المجاهدون كميات كبيرة من الأسلحة الخفيفة الاتوماتيكية والذخيرة بحيث صعب على المجاهدين حملها لوفرة تعدادها.
قررت القيادة جمعها من المخابئ والملاجئ استعدادا إلى تحويلها إلى الأماكن المتعددة لذلك.
وماثر المجاهدين استشهاد عدد يقدر ب 50 مجاهداو جرح 75 شخصا

## اليوم الثامن من المعركة
في فجر مبكر قامت القوات الاستعمارية مركزه على موقع الجرف وقصفت ثان تمهيدي لعزل منطقة الجرف كخطة جديدة أو مستجدة لتنفتذ قرار العدو بالدخول بكل قوة إلى موقع الجرف، ابتدات الهجوم بفيالق من
اللفيف الاجنبي المدعى بالدبابات بالقرب من مرابطي قلعة الجرف.
نشبت النيران على اشدها بين الطرفين كاليوم الأول للمعركة تواصل الهجوم أكثر من خمسة ساعات والنيران مشتعلة بين الجانبين وجثث العدو من اللفتف الاجنبي تساقط هنا وهناك، وتحولات خبراء الحرب القادمون من الهند الصينية يدفعون بقواتهم إلى الامام...
تعززت وحدات المجاهدين من الخلف، أطلق المجاهدون من قمم الجبال الحاكمة المنيعة المحيطة بمنطقة الجرف كاسود يحبوهم قوة ايمانهم بقضيتهم وفتحوا نيرانهم من خلف قوات العدو تفطن العدو إلى انه أصبح في حصار مضروب عليه، حاولت التنصل والتقهقر للخلف فلم تفلح.
تقهقرت في تقدمها نهلئيا امام صلابة المرابطين بالقلعة واشتدت المعركة على اشدها في قتال مستميت عبر الجبهات الاربعة حوالي الساعتين، انتصر فتها المجاهدون انتصارا باهرا اعتبرواه كرضاء وتتويجا من ربهم انصر قضيتهم، لم تعد قوات العدو إلا فلول ضئيلة جدا معزولين من سلاحهم، نتيجة قوة الصدمة، وذهولهم من قبضة الحصار عليهم الغير متوقع لديهم.
سجلت خسائر جد جسيمة في جانب العدو في قواته ومعداته وآلياته، و
عطب 12دبابة بحيث شوهد فرارهم وفرار أطلق البابات في اتجاه تجمعات العدو.